# Lepta (geslacht)
Lepta is een geslacht van insecten uit de familie van de Bochelvliegen (Phoridae), die tot de orde tweevleugeligen (Diptera) behoort.

## Soort
- L. mendesi Schmitz, 1938